# Connie Paraskevin
Constance Anne Paraskevin (conocida como  Connie Paraskevin; Detroit, 4 de julio de 1961) es una deportista estadounidense que compitió en patinaje de velocidad sobre hielo y ciclismo en pista, especialista en las pruebas de velocidad. Estuvo casada con el también ciclista Roger Young, por lo que su nombre apareció también como Connie Paraskevin-Young.
Participó en una edición de los Juegos Olímpicos de Invierno, Sarajevo 1984, y en tres de los Juegos Olímpicos de Verano, entre los años 1988 y 1996, obteniendo una medalla de bronce en Seúl 1988, en la prueba de velocidad individual.
Ganó ocho medallas en el Campeonato Mundial de Ciclismo en Pista entre los años 1982 y 1991.

## Medallero internacional
| Juegos Olímpicos   | Juegos Olímpicos                  | Juegos Olímpicos  | Juegos Olímpicos       |
| Año                | Lugar                             | Medalla           | Competición            |
| ------------------ | --------------------------------- | ----------------- | ---------------------- |
| 1988               | Seúl (Corea del Sur)              | Medalla de bronce | Velocidad individual   |
| 1992               | Barcelona (España)                | Medalla de bronce | Persecución individual |
| Campeonato Mundial |                                   |                   |                        |
| Año                | Lugar                             | Medalla           | Competición            |
| 1982               | Leicester (Reino Unido)           | Medalla de oro    | Velocidad individual   |
| 1983               | Zúrich (Suiza)                    | Medalla de oro    | Velocidad individual   |
| 1984               | Barcelona (España)                | Medalla de oro    | Velocidad individual   |
| 1985               | Bassano (Italia)                  | Medalla de plata  | Velocidad individual   |
| 1986               | Colorado Springs (Estados Unidos) | Medalla de bronce | Velocidad individual   |
| 1987               | Viena (Austria)                   | Medalla de bronce | Velocidad individual   |
| 1990               | Maebashi (Japón)                  | Medalla de oro    | Velocidad individual   |
| 1991               | Stuttgart (Alemania)              | Medalla de bronce | Velocidad individual   |